# West Palm Beach (stacja kolejowa)
West Palm Beach – stacja kolejowa w West Palm Beach, w stanie Floryda, w Stanach Zjednoczonych. Jest obsługiwana przez przewoźnika kolejowego Amtrak i pociągi podmiejskie Tri-Rail. Placówka działa również jako przystanek autobusowy dla autobusów międzymiastowych Greyhound Lines i Palm Tran transportu publicznego. Znajduje się na 201 South Avenue Tamarind, na południe od First Street / Banyan Boulevard.
Stację oficjalnie otwarto dla pasażerów w styczniu 1925 roku stacja końcowa Seaboard Air Line Railroad. Budynek został zaprojektowany przez firmę z Palm Beach Harvey & Clarke. Wśród innych pociągów wybrzeża, dworzec był obsługiwany przez Orange Blossom Special do 1953 roku i Silver Meteor od początku 1939 roku. Amtrak utrzymane usługi Silver Meteor do stacji, kiedy przejął ruch pasażerki międzymiastowy w 1971 roku. Zarówno Silver Meteor, jak i Silver Star nadal obsługuje dworzec. Stacja została umieszczona w Krajowym Rejestrze miejsc o znaczeniu historycznym w dniu 19 czerwca 1973 roku. Usługi Tri-Rail rozpoczęły się w 1989 roku.
Od 1997 roku, kiedy zamknięto dworzec Palm Beach Airport i w pobliżu Palm Beach International Airport, Tri-Rail obsługuje trasę do lotniska za pomocą taksówek i autobusów.